# Rijksmiddelbare school (Geraardsbergen)

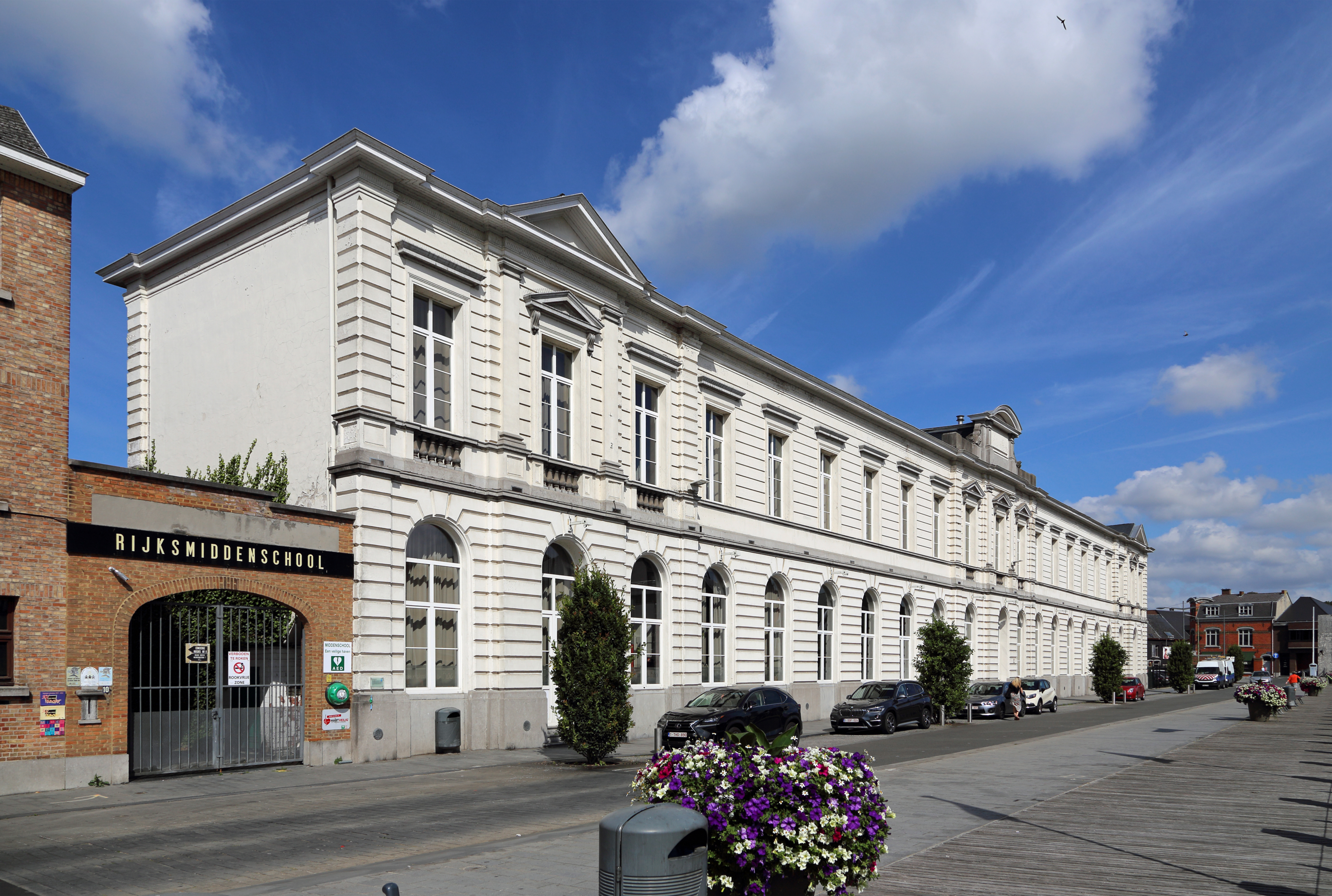
Rijksmiddelbare school

De Rijksmiddelbare school is een schoolgebouw in de Oost-Vlaamse plaats Geraardsbergen, gelegen aan Begijnhofkaai 10 en Wegvoeringstraat 7.

## Geschiedenis
Op deze plaats bevond zich het Begijnhof. Dit werd echter gesloopt in 1880. Op deze plaats werd de school gebouwd. In 1883 werd deze in gebruik genomen.
Het betreft een groot gebouw in neoclassicistische stijl. In dezelfde stijl werden aan de Wegvoeringstraat twee dienstgebouwen opgericht.